# Црква Светог Илије у Ламинцима
Црква Светог Илије у Ламинцима припада Епархији Бањалучкој. Налази се у средишту Ламанаца на Лисичијем бријегу на 94.13 метара надморске висине. Црква је освјештана 12. септембра 2009. године, а освјештао је Његово преосвештенство епископ бањалучки господин Јефрем.